# Psychotria anetoclada
Espèce
Synonymes
- Psychotria anetoclada Hiern[2]
- Psychotria caduciflora De Wild.[2]
- Psychotria lagenocarpa K.Schum.[2]
- Psychotria pauciflora De Wild.[2]
- Psychotria refractiloba K.Schum.[2]
- Psychotria yabaensis De Wild.[2]
- Uragoga anetoclada (Hiern) Kuntze[2]
- Uragoga subobliqua (Hiern) Kuntze[2]

Psychotria anetoclada Hiern est une espèce d'arbrisseaux de la famille des Rubiacées et du genre Psychotria, présente au sud du Cameroun, en Guinée équatoriale (Région continentale) et au Gabon.